# Championnat de France de rugby à XIII 1990-1991
Navigation
Édition précédente Édition suivante
Le Championnat de France de rugby à XIII 1990-1991 oppose pour la saison 1990-1991 les meilleures équipes françaises de rugby à XIII. Elles sont huit équipes à prendre part à cette édition.

## Liste des équipes en compétition
Le Championnat compte huit clubs, à savoir Carcassonne, Carpentras, Pamiers, XIII Catalan, Pia, Saint-Estève, Saint-Gaudens et Villeneuve-sur-Lot. Les clubs ayant pris part à l'édition précédente sans être présents cette année sont Avignon, Lézignan, Limoux et Toulouse.

### Classement de la première phase
| Classement | Club               | Points |
| 1er        | Saint-Gaudens      | 36     |
| 2e         | XIII Catalan       | 32     |
| 3e         | Pia                | 30     |
| 4e         | Villeneuve-sur-Lot | 28     |
| 5e         | Carcassonne        | 28     |
| 6e         | Saint-Estève       | 23     |
| 7e         | Carpentras         | 20     |
| 8e         | Pamiers            | 16     |

|  | Qualifié pour la phase finale |

### Phase finale
|  | Demi-finales                               | Demi-finales                               | Demi-finales                               | Demi-finales                               |               |               | Finale                 | Finale                 | Finale                 | Finale                 |
|  |                                            |                                            |                                            |                                            |               |               |                        |                        |                        |                        |
|  | 21 avril 1991 (aller)-13 mai 1991 (retour) | 21 avril 1991 (aller)-13 mai 1991 (retour) | 21 avril 1991 (aller)-13 mai 1991 (retour) | 21 avril 1991 (aller)-13 mai 1991 (retour) |               |               | 26 mai 1991 , Toulouse | 26 mai 1991 , Toulouse | 26 mai 1991 , Toulouse | 26 mai 1991 , Toulouse |
|  | Saint-Gaudens                              | Saint-Gaudens                              | 16                                         | 24                                         |               |               | 26 mai 1991 , Toulouse | 26 mai 1991 , Toulouse | 26 mai 1991 , Toulouse | 26 mai 1991 , Toulouse |
|  | Saint-Gaudens                              | Saint-Gaudens                              | 16                                         | 24                                         |               |               | 26 mai 1991 , Toulouse | 26 mai 1991 , Toulouse | 26 mai 1991 , Toulouse | 26 mai 1991 , Toulouse |
|  | Saint-Estève                               | Saint-Estève                               | 10                                         | 4                                          |               |               | 26 mai 1991 , Toulouse | 26 mai 1991 , Toulouse | 26 mai 1991 , Toulouse | 26 mai 1991 , Toulouse |
|  | Saint-Estève                               | Saint-Estève                               | 10                                         | 4                                          | Saint-Gaudens | Saint-Gaudens | 10                     | 10                     |                        |                        |
|  | 21 avril 1991 (aller)-13 mai 1991 (retour) |                                            |                                            |                                            | Saint-Gaudens | Saint-Gaudens | 10                     | 10                     |                        |                        |
|  |                                            |                                            | Villeneuve-sur-Lot                         | Villeneuve-sur-Lot                         | 8             | 8             |                        |                        |                        |                        |
|  | Villeneuve-sur-Lot                         | Villeneuve-sur-Lot                         | Villeneuve-sur-Lot                         | Villeneuve-sur-Lot                         | 8             | 8             | 26                     | 28                     |                        |                        |
|  | Villeneuve-sur-Lot                         | Villeneuve-sur-Lot                         |                                            |                                            |               |               |                        | 28                     |                        |                        |
|  | XIII Catalan                               | XIII Catalan                               | 12                                         | 24                                         |               |               |                        |                        |                        |                        |
|  | XIII Catalan                               | XIII Catalan                               | 12                                         | 24                                         |               |               |                        |                        |                        |                        |

## Finale (26 mai 1991)
(mt : 4 - 2)
Points marqués :
- Saint-Gaudens: 1 essai de Clarke (57e) ; 1 transformation de Hastings (57e) ; 2 pénalités de Hastings (3e et 34e).
- Villeneuve-sur-Lot : 1 essai de Campana (64e) ; 1 transformation de Balette (64e) ; 1 pénalité de Balette (14e).

Évolution du score : 0-2, 2-2, 4-2 (mi-temps), 10-2, 10-8.
Arbitre : M. Claude Alba (Languedoc-Roussillon)
Spectateurs : 6 031
Composition des équipes :
- Saint-Gaudens : John Maguire - Cyril Pons, Philippe Fourquet, Gilles Dumas (c), Patrick Cowel - Chris Hastings (o), Robert Vizcay (m) - Peter Martin, Théo Anast, Yves Storer, Gérard Boyals, Richard Clarke, Denis Biénès - Nassim Kebdani, Lionel Garrigues, Claude Sirvent, Yves Allègre - Entraîneur : Pierre Surre
- Villeneuve-sur-Lot : Daniel Calvet - Patrice Campana, Michel Balette, David Despin, Hurst - Mark Wakefield (o), Christophe Delbert (m) - Small, Antoine Lopès, Jean-Luc Rabot (c), Bertrand Planté, Daniel Verdès, Jean-Bernard Saumitou - Thierry Matter, Bayssieres, Monbet, Vareille - Entraîneur : Mark Wakefield

## Effectifs des équipes présentes
| Saint-Gaudens | Éric Allègre Théo Anast Denis Biénès Gérard Boyals Cazabat Challain Patrick Cowell Richard Clarke Gilles Dumas (c) Philippe Fourquet Lionel Garrigues Chris Hastings (o) Nassim Kebdani John Maguire Peter Martin Cyril Pons Pradère Claude Sirvent Yves Storer Robert Viscay (m) Entraîneur : Pierre Surre                                                                                            | Villeneuve-sur-Lot | Michel Balette Bayssieres Arthur Boyer Patrice Campana Daniel Calvet Dacharry Christophe Delbert (m) David Despin Hurst Antoine Lopès Thierry Matter Mombet Bertrand Planté Jean-Luc Rabot (c) Jean-Bernard Saumitou Scarizini Small Vareilles Daniel Verdès Mark Wakefield (o) Entraîneur : Mark Wakefield |
| Pia           | Sébastien Balavoine (m) David Baxter Aldo Belmonte Brian Coles Cologni Jean-Luc Combettes M. Durand Pascal Fages Norbert Fourcade Richard Franck Mario Femia Guy Ferrer Yves Gomez Karl Jaavuo Klaus Perkovic (o) Jean-Jacques Ribes Joël Sautrice Yannick Sautrice Patrick Torreilles David Versini Entraîneur : Luc Mendez                                                                           | Saint-Estève       | Abet Baklouch Yvan Allègre Sébastien Berdu Patrice Bolchakoff Didier Cabestany Bernard Cartier Bruno Castany Patrick Casas Pierre Chamorin Serge Costals Costes Jean-Marc Garcia Bruno Guasch Mathieu Khedimi Patrick Marginet Frantz Martial Roger Palisses Serge Pérez Arthur Robinson Jean Ruiz Thorn    |
| Carcassonne   | Alain Batello Thierry Bernabé Éric Bonnet Frédéric Bourrel Bousquet Gary Bubowski Sylvain Crismanovich Dickinson Daniel Divet Craig Ebert David Fraisse Jean-Luc Goze Patrick Jammes Jacques Laguens Patrick Limongi Bernard Llong Christophe Malfaz Pascal Mons Patrick Mons Sébastien Ormières Didier Palanques Marc Palanques Éric Remirez Rémi Riverola Mame Sar Philippe Sokolow Éric van Brussel | XIII Catalan       | Christophe Auroy Abdrajah Baba Patrick Baco Jean-Luc Bardes Pascal Bomati Alain Carminati Guy Delaunay Domingo Fernandez Fifita Francis Gomez Marc Guasch Laurent Jacques Moliner Pierre Montgaillard Noguera Philippe Revol St. Robinson Entraîneur : Jacques Jorda                                        |
| Pamiers       | Adolphe Alésina Jacques Bénali Bosch Jacques Bouscayrol Serge Brioux P. Calvet Manuel Correia Guy Delpech Estrade F. Fernandez Ph. Promé Jean-Paul Marquet Martinez Mathias Marc Tisseyre Valvet Yves Villoni | Carpentras         | Philippe Chiron Didier Couston Bernard Gayé Gooding Charles Guidicelli Serge Laugier Jamel Louazani Garry McTeigue Peterson Franck Romano Joël Roux Christian Scicchitano Greg Sheridan Nordine Tamghart Yves Tisseyre                                                                                      |
| Toulouse      | Francis Lope | Lézignan           | Hugues Ratier Thierry Valéro |
| Albi          | Éric Castel | Avignon            | Thierry Buttignol Patrick Entat |